# 다르부 정리
미분기하학에서 다르부 정리(영어: Darboux’s theorem)는 심플렉틱 다양체의 국소적 구조에 대한 정리다. 대략, 같은 차원의 심플렉틱 다양체는 국소적으로 모두 동형임을 뜻한다.

## 정리
{\displaystyle (M,\omega )}가 {\displaystyle 2n}차원의 심플렉틱 다양체라 하자. 그렇다면 국소적으로 심플렉틱 미분 형식 {\displaystyle \omega }는 다음과 같은 꼴을 취한다.
{\displaystyle \omega =dx_{1}\wedge dy_{1}+dx_{2}\wedge dy_{2}+\cdots +dx_{n}\wedge dy_{n}}.
즉, {\displaystyle M} 안의 임의의 한 점 {\displaystyle x\in M}이 주어지면, {\displaystyle x}를 포함하는 근방 {\displaystyle U\ni x}와, 위의 식을 만족하는 국소 좌표계 {\displaystyle \{x_{1},\dots ,x_{n},y_{1},\dots ,y_{n}\}\colon U\to \mathbb {R} ^{2n}}이 존재한다. 이러한 좌표계를 다르부 좌표계(영어: Darboux chart)라 한다.
좀 더 일반적으로, {\displaystyle m}차원의 매끄러운 다양체 {\displaystyle M} 위에 정의된 {\displaystyle p}차원의 치역을 지닌 1차 미분 형식 {\displaystyle \theta }를 생각하자. 만약
{\displaystyle \theta \wedge (d\theta )^{p}=0}
이라면, 국소적으로 {\displaystyle \theta }는 다음과 같은 꼴을 취한다.
{\displaystyle \theta =dx_{1}\wedge dy_{1}+dx_{2}\wedge dy_{2}+\cdots +dx_{p}\wedge dy_{p}}.
(심플렉틱 미분 형식은 정의상 닫혀 있으므로, 임의의 심플렉틱 미분 형식 {\displaystyle \omega }는 국소적으로 {\displaystyle \omega =d\theta }의 꼴이다. 따라서 앞의 정리는 이 정리의 특수한 경우다.)

## 의의
리만 다양체 {\displaystyle (M,g)}의 경우, 임의의 점 {\displaystyle x\in M}에서 계량 텐서 {\displaystyle g|_{x}}가 단위 행렬이 되는 국소 좌표계가 존재하지만, {\displaystyle x}를 포함하는 근방 {\displaystyle U}에서 계량 텐서 {\displaystyle g|_{U}}가 단위 행렬이 되게 하는 국소 좌표계는 리만 곡률이 0이 아닌 이상 일반적으로 존재하지 않는다. 따라서, 다르부 정리는 심플렉틱 기하학에서는 곡률에 해당하는 개념이 존재하지 않음을 의미한다.
다르부 좌표계는 국소적으로 존재하지만, 다양체가 위상학적으로 자명하지 않는 이상 전체적으로는 존재하지 않는다. 다르부 좌표계는 해밀턴 역학에서 일반화 좌표 및 일반화 운동량으로 이루어진 국소 좌표계에 해당한다.

## 같이 보기
- 다르부 함수